# Aethriamanta gracilis
Aethriamanta gracilis är en trollsländeart som först beskrevs av Brauer 1878.  Aethriamanta gracilis ingår i släktet Aethriamanta och familjen segeltrollsländor. IUCN kategoriserar arten globalt som livskraftig. Inga underarter finns listade i Catalogue of Life.

## Bildgalleri

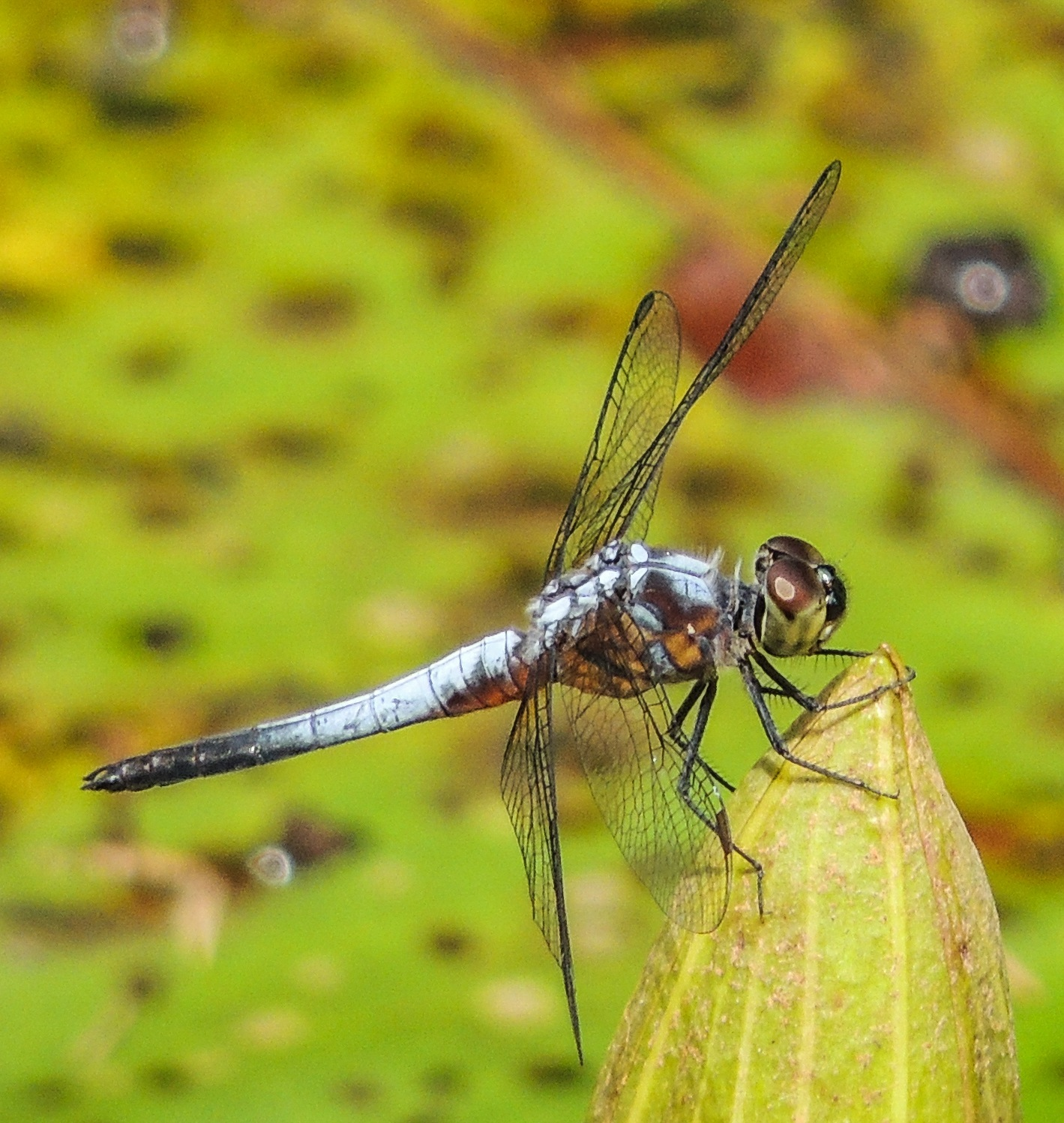